# Simpang Selayang
Simpang Selayang is een bestuurslaag in het regentschap Medan van de provincie Noord-Sumatra, Indonesië. Simpang Selayang telt 18.215 inwoners (volkstelling 2010).